# 汉斯-雅各布·马特松
汉斯-雅各布·马特松（瑞典語：Hans-Jacob Mattsson，1890年6月2日—1980年12月1日），生于耶夫勒，瑞典男子冰球运动员。他曾代表瑞典国家队参加1920年夏季奥林匹克运动会冰球比赛，获得第4名。